# Gemini-Nunatakker
Die Gemini-Nunatakker sind zwei markante Nunatakker von ähnlicher Höhe und Aussehen im Königin-Maud-Gebirge der antarktischen Ross Dependency. Sie ragen südöstlich des Mount Cole nahe der Westwand des Shackleton-Gletschers auf.
Franklin Alton Wade (1903–1978), unter anderem Teilnehmer an der zweiten Antarktisexpedition (1933–1935) des US-amerikanischen Polarforschers Richard Evelyn Byrd sowie Leiter der von der Texas Tech University von 1962 bis 1963 durchgeführten Expedition zum Shackleton-Gletscher, benannte sie nach dem Sternbild Zwillinge (englisch Gemini).